# Hypericum styphelioides
Hypericum styphelioides är en johannesörtsväxtart. Hypericum styphelioides ingår i släktet johannesörter, och familjen johannesörtsväxter.

## Underarter
Arten delas in i följande underarter:
- H. s. clarense
- H. s. moaense
- H. s. styphelioides